# Капиці-Ліпники
Капиці-Ліпники (пол. Kapice-Lipniki) — село в Польщі, у гміні Тикоцин Білостоцького повіту Підляського воєводства.
У 1975-1998 роках село належало до Білостоцького воєводства.